# Moselle Open 2023
Il Moselle Open 2023 è stato un torneo di tennis professionistico che si è giocato su campi di cemento indoor. È stata la 20ª edizione del torneo facente parte della categoria ATP Tour 250 nell'ambito dell'ATP Tour 2023. Si è disputato all'Arènes de Metz di Metz, in Francia, dal 5 all'11 novembre 2023.

## Partecipanti

### Teste di serie
| Nazionalità | Giocatore        | Ranking | Testa di serie* |
| ----------- | ---------------- | ------- | --------------- |
| Danimarca   | Holger Rune      | 7       | 1               |
| Australia   | Alex de Minaur   | 13      | 2               |
|             | Karen Chačanov   | 15      | 3               |
| Francia     | Ugo Humbert      | 26      | 4               |
| Kazakistan  | Aleksandr Bublik | 33      | 5               |
| Italia      | Lorenzo Sonego   | 46      | 6               |
| Germania    | Yannick Hanfmann | 47      | 7               |
| Svizzera    | Stan Wawrinka    | 51      | 8               |
| Germania    | Daniel Altmaier  | 54      | 9               |

* Ranking al 30 ottobre 2023.

### Altri partecipanti
I seguenti giocatori hanno ricevuto una wildcard per il tabellone principale:
- Arthur Cazaux
- Fabio Fognini
- Pierre-Hugues Herbert

I seguenti giocatori sono entrati in tabellone passando dalle qualificazioni:

- Mathias Bourgue
- Abedallah Shelbayh
- Harold Mayot
- Calvin Hemery

I seguenti giocatori sono entrati in tabellone come lucky loser:
- Gijs Brouwer
- Matteo Martineau
- Máté Valkusz

### Ritiri
Prima del torneo
- Félix Auger-Aliassime → sostituito da  Botic van de Zandschulp
- Alex de Minaur → sostituito da  Gijs Brouwer
- Arthur Fils → sostituito da  Matteo Martineau
- Hubert Hurkacz → sostituito da  Constant Lestienne
- Aslan Karacev → sostituito da  Lorenzo Sonego
- Jiří Lehečka → sostituito da  Yosuke Watanuki
- Andy Murray → sostituito da  Hugo Gaston
- Yoshihito Nishioka → sostituito da  Dominic Thiem
- Cameron Norrie → sostituito da  Yannick Hanfmann
- Tommy Paul → sostituito da  Bernabé Zapata Miralles
- Holger Rune → sostituito da  Máté Valkusz
- Casper Ruud → sostituito da  Aleksandr Ševčenko
- Roman Safiullin → sostituito da  Thiago Seyboth Wild
- Jeffrey John Wolf → sostituito da  Luca Van Assche

## Partecipanti al doppio

### Teste di serie
| Nazionalità | Giocatore        | Nazionalità | Giocatore     | Ranking1 | Testa di serie |
| ----------- | ---------------- | ----------- | ------------- | -------- | -------------- |
| Monaco      | Hugo Nys         | Polonia     | Jan Zieliński | 41       | 1              |
| Finlandia   | Harri Heliövaara | Germania    | Andreas Mies  | 62       | 2              |
| Regno Unito | Lloyd Glasspool  | Australia   | John Peers    | 70       | 3              |
| Francia     | Sadio Doumbia    | Francia     | Fabien Reboul | 72       | 4              |

* Ranking al 30 ottobre 2023.

### Altri partecipanti
Le seguenti coppie di giocatori hanno ricevuto una wildcard per il tabellone principale:
- Hugo Blanchet /  Matteo Martineau
- Fabio Fognini /  Pierre-Hugues Herbert

### Ritiri
Prima del torneo
- Marcelo Arévalo  /  Jean-Julien Rojer → sostituiti da  Dan Added /  Jonathan Eysseric
- Santiago González /  Édouard Roger-Vasselin → sostituiti da  Constantin Frantzen /  Hendrik Jebens
- Pierre-Hugues Herbert  /  Nicolas Mahut → sostituiti da  Sander Arends /  Miguel Ángel Reyes Varela
- Kevin Krawietz  /  Tim Pütz → sostituiti da  Théo Arribagé /  Luca Sanchez
- Jamie Murray  /  Michael Venus → sostituiti da  Anirudh Chandrasekar /  Bart Stevens

## Campioni

### Singolare
Ugo Humbert ha sconfitto in finale  Aleksandr Ševčenko con il punteggio di 6-3, 6-3.
• È il quarto titolo in carriera per Humbert, il primo in stagione.

### Doppio
Hugo Nys /  Jan Zieliński hanno sconfitto in finale  Constantin Frantzen /  Hendrik Jebens con il punteggio di 6-4, 6-4.